# Marco Depaoli
Marco Depaoli (* 18. Juni 1954 in Tonadico) ist ein italienischer Politiker. Von 2008 bis 2011 bekleidete er das Amt des Präsidenten des Regionalrats Trentino-Südtirol.

## Leben
Depaoli arbeitete als Lehrer an verschiedenen Schulen im Fleimstal, in der Valsugana und im Primiero. Im Jahr 1980 wurde er in den Gemeinderat von Tonadico gewählt und anschließend zum Gemeindereferenten ernannt. Von 1981 bis 2003 war er Bürgermeister seiner Heimatgemeinde. In diesen Jahren bekleidete Depaoli unter anderem auch die Ämter des Präsidenten des Naturparks Paneveggio – Pale di San Martino und des Präsidenten der Bezirksgemeinschaft Primiero.
Im Jahr 2003 wurde Depaoli für die Lista Civica Margherita per il governo Trentino in den Trentiner Landtag und damit gleichzeitig Regionalrat Trentino-Südtirol gewählt. In der Folge bekleidete er das Amt des Präsidenten der I. Gesetzgebungskommission im Trentiner Landtag. 2008 kandidierte er erneut erfolgreich, diesmal für die Unione per il Trentino von Landeshauptmann Lorenzo Dellai. Im Dezember 2008 wurde er zum Präsidenten des Regionalrats von Trentino-Südtirol gewählt. 2011 wurde er gemäß dem Rotationsprinzip in diesem Amt von Rosa Zelger Thaler abgelöst und übernahm die Aufgabe des Vizepräsidenten des Regionalrats. Bei den Landtagswahlen 2013 konnte Depaoli kein Mandat mehr erringen.

## Einzelnachweis
1. ↑  Rosa Thaler ist die neue Präsidentin des Regionalrates. stol.it, archiviert vom Original am 3. Juni 2011; abgerufen am 2. Juni 2011.

| Personendaten    | Personendaten           |
| ---------------- | ----------------------- |
| NAME             | Depaoli, Marco          |
| KURZBESCHREIBUNG | italienischer Politiker |
| GEBURTSDATUM     | 18. Juni 1954           |
| GEBURTSORT       | Tonadico                |